# Jaroslav Kvapil (skladatel)
Jaroslav Kvapil (21. dubna 1892 Fryšták – 18. února 1958 Brno) byl český klavírista, dirigent, hudební skladatel a pedagog.

## Život
Studoval na gymnáziu v Olomouci. Současně byl fundatistou, tj. uživatelem fundace olomoucké katedrály. Zde byl žákem dómského varhaníka a skladatele Josefa Nešvery. Neúspěšně se pokusil o přijetí na Pražskou konzervatoř, ale byl přijat na brněnskou varhanní školu, kde v letech 1906–1909 studoval skladbu u Leoše Janáčka. Kromě toho studoval ještě hru na klavír a varhany, kontrapunkt a zpěv. Pokračoval na konzervatoři v Lipsku u Maxe Regera skladbu, Hanse Sitta dirigování a Roberta Teichmüllera hru na klavír.
Po návratu do Čech se stal dómským varhaníkem v Olomouci, učil na Varhanní škole v Brně a v hudební škole Žerotína a byl činný i jako klavírní virtuóz. V době 1. světové války bojoval na italské a ruské frontě. Po vzniku Československa učil opět na Varhanní škole v Brně a v roce 1919 byl jmenován profesorem klavíru na brněnské konzervatoři. Souběžně byl korepetitorem operního souboru a učil na hudební škole Filharmonického spolku Beseda brněnská. V roce 1920 se stal jejím ředitelem a v této funkce setrval až do roku 1946. Ve Filharmonickém spolku se stal sbormistrem a v široké spolupráci s divadelním orchestrem a sólisty uvedl na brněnská koncertní pódia vrcholné skladby světové oratorní a kantátové tvorby. Za své úspěchy byl v roce 1929 jmenován čestným členem České akademie věd a umění.
Nepřestal ani vystupovat jako klavírní virtuóz: Kromě samostatných koncertů spolupracoval s předními českými komorními soubory a na koncertech doprovázel i sólisty Národního divadla v Praze. Poslední veřejné vystoupení se konalo na počest jeho šedesátin v roce 1952.
Po osvobození byl profesorem skladby a vedoucím katedry skladby a hudební teorie na Janáčkově akademii múzických umění v Brně.

### Rodinný život
Byl ženat s Ludmilou Kvapilovou, se kterou měl tři děti. V roce 1957 odešel do důchodu. Zemřel a je pohřben v Brně.

## Dílo

### Opera
- Pohádka máje (podle Viléma Mrštíka, 1943)

### Kantáty
- Píseň o čase, který umírá (A. Suaréz, 1924)
- Lví srdce (1931)
- Italská (Milan Kundera, 1950)

### Orchestrální skladby
- 4 symfonie
- Nocturno d-moll (1911)
- Thema con variazioni a fuga c-moll (1912)
- Burleska pro komorní orchestr (1935)
- Z těžkých dob, symfonické variace (1939)
- Jubilejní slovanská ouvertura (1944)
- Svítání, symfonická báseň (1948)
- Dnes a zítra,symfonická předehra

### Koncerty pro sólové nástroje s orchestrem
- 1. koncert pro housle a orchestr G-dur(1928)
- Burleska pro flétnu a orchestr (1944)
- Koncert pro hoboj a orchestr (1951)
- 2. koncert pro housle a orchestr G-dur(1952)
- Koncert pro klavír a orchestr (1954)
- Suita pro violu a komorní orchestr (1956)

### Komorní hudba
- 4 sonáty pro housle
- 5 smyčcových kvartetů
- Klavírní trio E-dur (1912)
- Dvě skladby pro housle a klavír (1913)
- Violoncellová sonáta e-moll (1913)
- Klarinetový kvintet (1914)
- Klavírní kvintet a-moll (1915)
- Variace na vlastní téma pro trubku (1929)
- Suita pro pozoun (1930)
- Intimní obrázky pro housle a klavír (1934)
- Dechový kvintet f-moll (1935)
- 2. dechový kvintet (1935)
- Fantasie pro varhany e-moll (1935)
- Houslová sonatina D-dur (1941)
- Nonet (1944)
- Pastorální suita pro klarinet a klavír (1944)
- Kvartet pro flétnu, housle, violu a violoncello (1948)
- 3 skladby pro violoncello (1949)
- Duo pro housle a violu (1949)
- Commodo e giocoso pro violoncello a klavír (1951)
- Suita pro violu a klavír (1955)

### Klavírní skladby
- Pět dětských skladeb (1906)
- Sonáta g-moll (1910)
- Písně prósy a poezie (1911)
- Variace na vlastní téma (1914)
- Údolím stesku a žalu (1912)
- Sto slováckých písní pro klavír (1914)
- Na sklonku mládí (1919)
- Vánoce (1924)
- Sonáta e-moll (1925)
- Lví silou, variace (1932
- V říši snů (1932)
- Scherzo (1932)
- Smutná píseň (1935)
- Polka (1938)
- Sonáta Des-dur (1946)
- Fantasie ve formě variací (1952)
- Sonatina (1956)

### Písně
- Cyklus Písní na slova Adolfa Heyduka a Antonína Sovy (1911)
- Dva dvojzpěvy v národním tónu (1914)
- Pět písní na slova Antonína Sovy (1918)
- Písně pro nižší hlas (slova Jaroslava Vrchlického aj., 1918)
- Déšť v samotě (1919)
- Jarní noc (Otokar Březina, 1920)
- Čtyři písně (1922)
- Herbář pro baryton a orchestr (1933)
- Písně pro vyšší hlas (1934)
- Koleda (1934)
- Tři písně pro tenor a klavír (1947)

### Sbory
Ženské
- Chvíle úsměvů a snů (1921)
- Tři ženské sbory s klavírem (1927)
- Heslo Besedy brněnské (1941)

Mužské
- Stesk (1912)
- Večerní tábor (Rudolf Medek, 1928)
- Čtyři mužské sbory (1937)
- Horské růže (Jiří Wolker, 1940)
- Dělnická balada (1952)
- Sbory na slova Petra Bezruče, (1953)

Smíšené
- Noční nálady (1920)
- Píseň veselé chudiny (1934)